# Ceradenia gameriana
Ceradenia gameriana är en stensöteväxtart som först beskrevs av Vareschi, och fick sitt nu gällande namn av Mostacero. Ceradenia gameriana ingår i släktet Ceradenia och familjen Polypodiaceae. Inga underarter finns listade.